# Czas przyszły złożony
Czas przyszły złożony – jeden z dwóch (obok czasu przyszłego prostego) rodzajów gramatycznego czasu przyszłego, jeśli za kryterium podziału przyjąć liczbę wyrazów tworzących formę czasu. W czasach złożonych co najmniej (i najczęściej) dwa wyrazy tworzą tę formę.

## Język polski
W języku polskim w czasie przyszłym złożonym odmieniają się wyłącznie czasowniki aspektu niedokonanego, np. pisać; czasowniki dokonane (np. napisać) wymagają już odmiany w czasie przyszłym prostym. 
Czas przyszły złożony w języku polskim składa się z:
- przyszłej formy czasownika być (będę, będziesz, będzie... itd.), pełniącej funkcję czasownika posiłkowego,
- oraz bezokolicznika (np. pisać) lub imiesłowu przeszłego (postaci "-ł") danego, odmienianego czasownika (np. pisał, pisała, pisali, pisały).

Choć zarówno forma z użyciem bezokolicznika, jak i forma z użyciem imiesłowu na -ł są poprawne, ta druga odczuwana jest jako nieco elegantsza; zaleca się jej preferowanie także ze względu na jej większą precyzję i wartość znaczeniową (zawiera w sobie informacje o rodzaju podmiotu, np. przy zdaniu Będzie pisać nie jesteśmy w stanie określić płci mówiącego, przy zdaniu Będzie pisała - już tak).
| Liczba            | Osoba    | Forma z imiesłowem przeszłym | Forma z bezokolicznikiem |
| ----------------- | -------- | ---------------------------- | ------------------------ |
| liczba pojedyncza | 1. (ja)  | będę pisał                   | będę pisać               |
| liczba pojedyncza | 1. (ja)  | będę pisała                  | będę pisać               |
| liczba pojedyncza | 1. (ja)  | (będę pisało)                | będę pisać               |
| liczba pojedyncza | 2. (ty)  | będziesz pisał               | będziesz pisać           |
| liczba pojedyncza | 2. (ty)  | będziesz pisała              | będziesz pisać           |
| liczba pojedyncza | 2. (ty)  | (będziesz pisało)            | będziesz pisać           |
| liczba pojedyncza | 3. (on)  | będzie pisał                 | będzie pisać             |
| liczba pojedyncza | 3. (ona) | będzie pisała                | będzie pisać             |
| liczba pojedyncza | 3. (ono) | będzie pisało                | będzie pisać             |
| liczba mnoga      | 1. (my)  | będziemy pisali              | będziemy pisać           |
| liczba mnoga      | 1. (my)  | będziemy pisały              | będziemy pisać           |
| liczba mnoga      | 2. (wy)  | będziecie pisali             | będziecie pisać          |
| liczba mnoga      | 2. (wy)  | będziecie pisały             | będziecie pisać          |
| liczba mnoga      | 3. (oni) | będą pisali                  | będą pisać               |
| liczba mnoga      | 3. (one) | będą pisały                  | będą pisać               |